# Passarola
Passarola é o projeto de um aeróstato supostamente construído entre 1709 e 1720 e cuja invenção é atribuída a Bartolomeu de Gusmão, padre e cientista português nascido no Brasil Colônia. Embora não existam evidências concretas de sua construção, o invento ganhou notoriedade quando uma iconografia de sua aparência surgiu pela primeira vez no ano de 1784 falsamente datada de 1774 na imprensa europeia. A imagem, segundo relatos da época, foi co-criada pelo Conde de Penaguião, filho do Marquês Fontes e Abrantes com o intuito de afastar curiosos que assediavam o padre após este ganhar fama com suas demonstrações em escala reduzida de balões de ar quente em 1709. A imagem ressurgiu diversas vezes na imprensa do final do século XVIII, e geralmente era utilizada para ridicularizar e desacreditar o padre da invenção dos aerostatos em função da polêmica entre Bartolomeu de Gusmão e os Irmãos Montgolfier, que construíram de facto o primeiro balão em escala real e tripulado em 1783.

## História

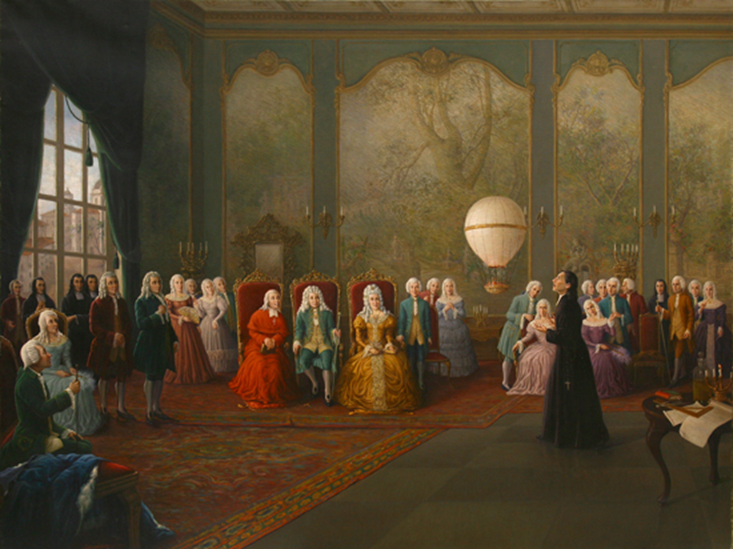
Bartolomeu de Gusmão apresenta os seus protótipos à corte de D. João V.

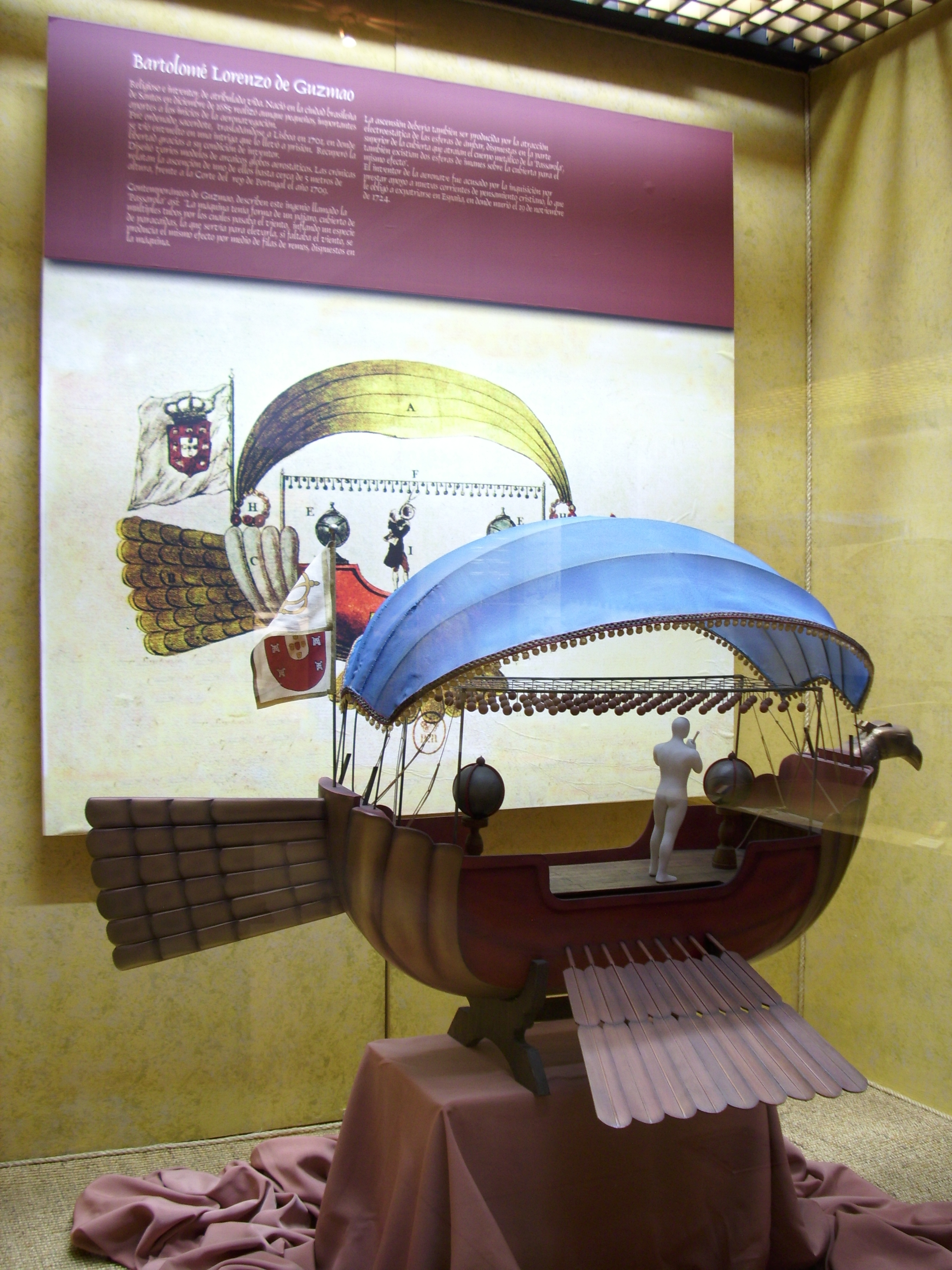
Maquete Passarola, no Museu Nacional Aeronáutico e do Espaço em Santiago do Chile.

Bartolomeu de Gusmão era um padre jesuíta nascido em Santos, no território português do Brasil que, depois de se matricular na Universidade de Coimbra em 1715, começou aí a desenvolver dois dos seus interesses de há muito, a Matemática e a Física. 
Na sequência dos seus estudos em aerostação, no ano de 1708, Bartolomeu de Gusmão pediu ao Rei de Portugal, D. João V, uma petição de privilégio para o que chamou o seu instrumento de andar pelo ar. Em 19 de Abril de 1709, por alvará é-lhe concedido esse privilégio. Além disso, D. João V decide passar a financiar o projeto de desenvolvimento e construção do aparelho.
Alguns meses depois, em 8 de Agosto de 1709, perante uma importante assistência presente na Sala dos Embaixadores da Casa da Índia que incluía o Rei, a Rainha, o Núncio Apostólico (Cardeal Conti, mais tarde Papa Inocêncio XIII), bem como outros importantes elementos do Corpo Diplomático e da Corte Portuguesa, Bartolomeu de Gusmão fez voar um balão aquecido a ar, que subiu até ao teto da sala e foi destruído com varas para evitar que se incendiasse o recinto.
Quando a invenção de 1783 dos Irmãos Montgolfier foi popularizada na Europa, os portugueses tentaram resgatar o crédito do invento a Bartolomeu de Gusmão, publicando a imagem e os relatos da época de suas demonstrações a corte portuguesa. Isso motivou a republicação da iconografia da passarola em deboche pois obviamente tal invento, como foi desenhado, não poderia se manter no ar pelo princípio de Arquimedes.

## Petição de Bartolomeu de Gusmão

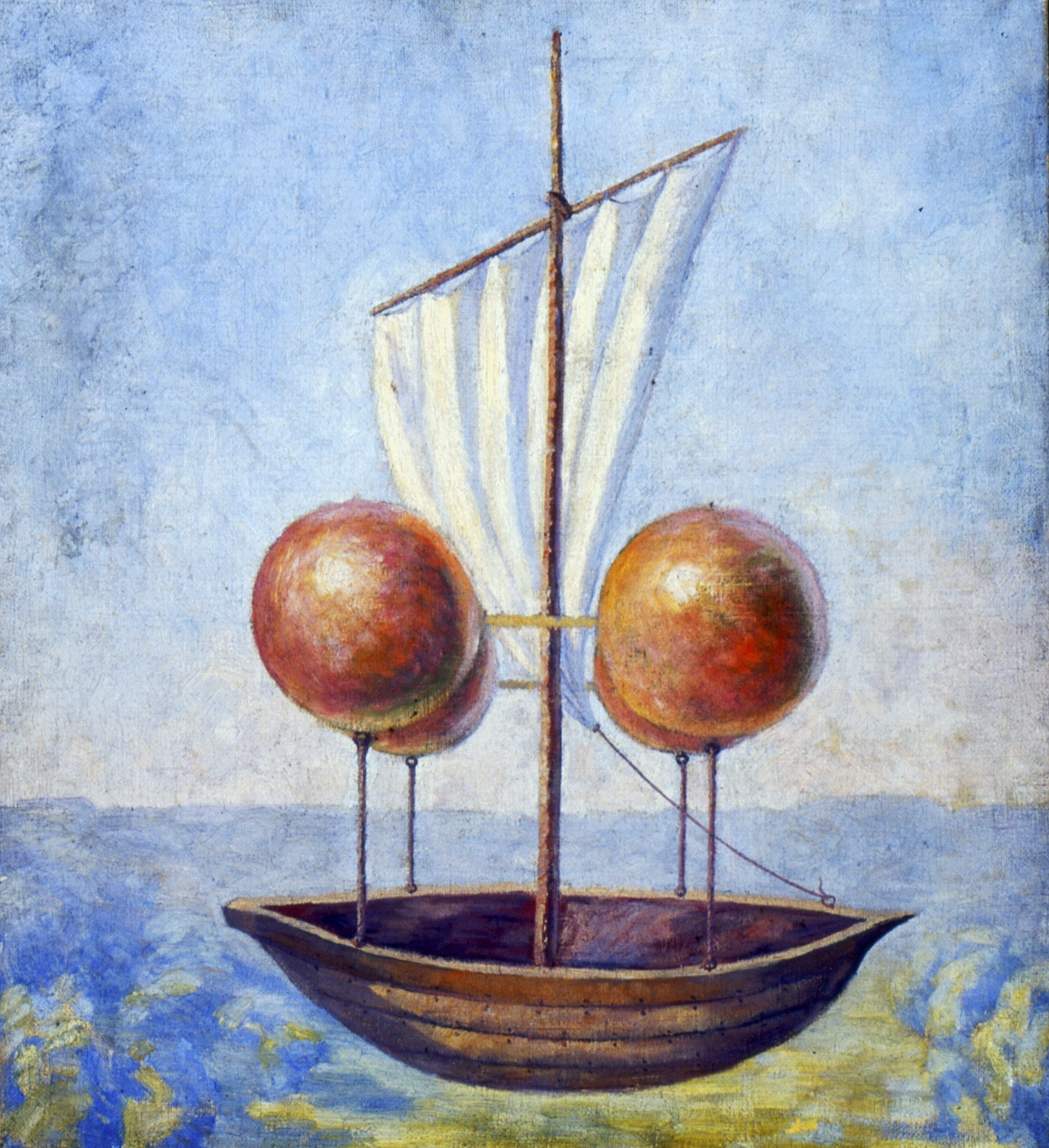
Passarola, em pintura de José Wasth Rodrigues.

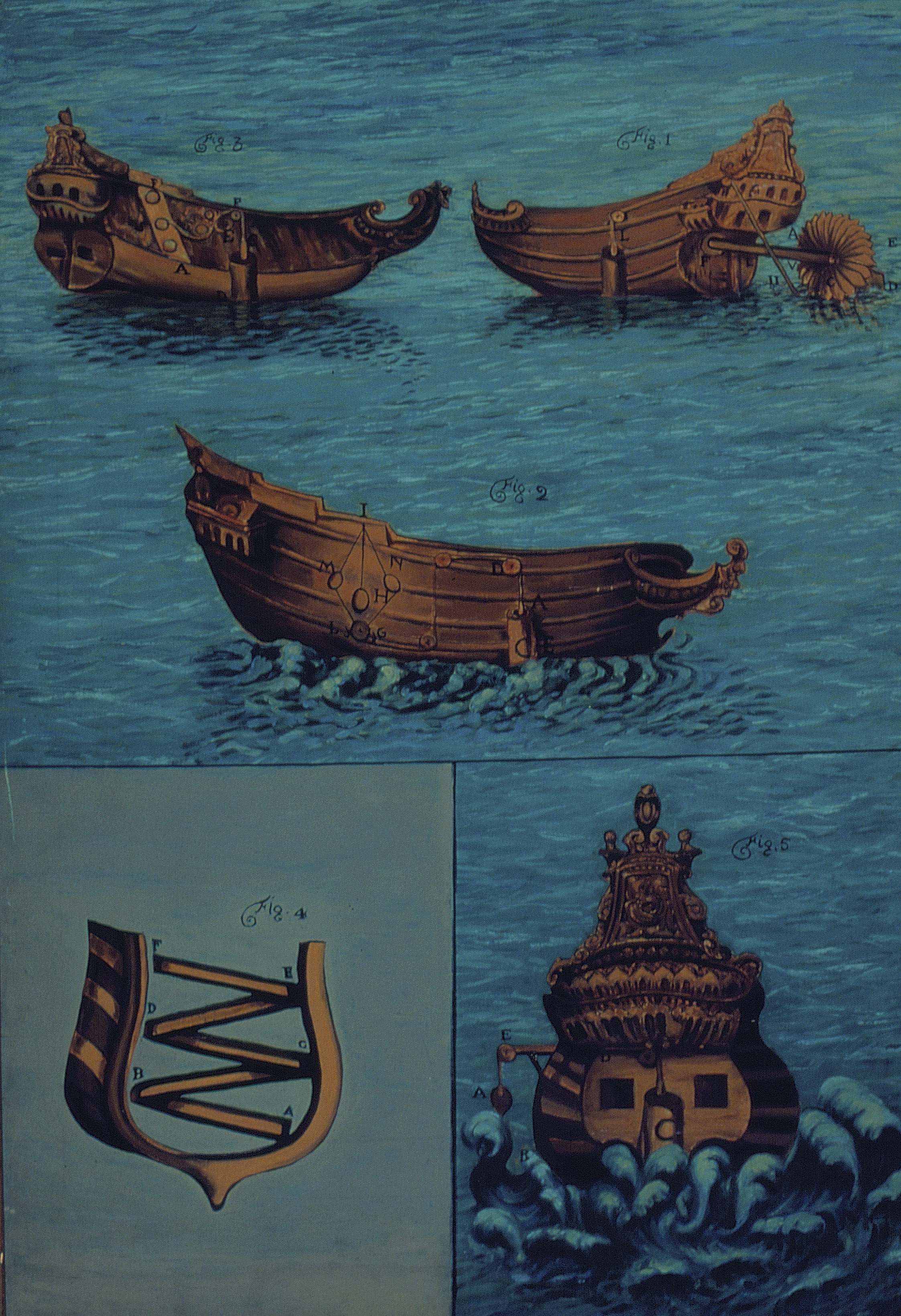
Passarola, em pintura de Henrique Manzo.

Na Torre do Tombo encontra-se a transcrição do documento em que Alexandre Gusmão expõe ao rei D. João V o invento de um tipo de aeronave e seus possíveis usos:
Petição do Padre Bartholomeu Lourenço sobre o instrumento que inventou para andar pelo ar e suas utilidades.
Diz o licenciado Bartholomeu que ele tem descoberto um instrumento para andar pelo ar da mesma sorte que pela terra, e pelo mar, com muita mais brevidade, fazendo muitas vezes duzentas e mais léguas de caminho por dia, nos quais instrumentos se poderão levar os avisos de mais importância aos exércitos e terras mais remotas, quasi no mesmo tempo em que se resolvem - no que interessa a Vª Majestade muito mais que todos os outros Princípes pela maior distância de seus Domínios, evitando-se desta sorte os desgovernos das conquistas, que provem em grande parte de chegar tarde a notícia deles. Além do que poderá V. Mag. mandar vir todo o preceito delas muito mais brevemente e mais seguro. Poderão os homens de Negócio passar letras e cabedais a todas as Praças sitiadas: poderão ser socorridas tanto de gente, como de víveres, e munições a todo o tempo, e tirarem-se delas as Pessoas que quiserem, sem que o inimigo o possa impedir.
Descobrir-se-ão as regiões mais vizinhas aos Pólos do Mundo, sendo da Nação Portuguesa a glória deste descobrimento, além das infinitas conveniências que mostrará o tempo. E porque deste invento se podem seguir muitas desordens cometendo-se com o seu uso muitos crimes, e facilitando-se muito na confiança de se poderem passar a outro Reino, o que se evita estando reduzido o dito uso a uma só Pessoa, a quem se mandem a todo o tempo as ordens convenientes a respeito do dito transporte, e proibindo-se a todas as mais sob graves penas. E é bem se remunere ao suplicante invento de tanta importância.
Pede a V. Majestade seja servido conceder ao suplicante o privilégio, de que pondo por obra o dito invento nenhuma pessoa de qualquer qualidade que for possa usar dele em nenhum tempo neste Reino, ou suas conquistas sem licença do suplicante, ou seus herdeiros sob pena de perdimento de todos os bens, e as mais que a V. Majestade parecerem.
Consultou-se
No Desembargo do Paço a El Rey com todos os votos e que o prémio que pedia era muito limitado e que se devia ampliar.
Saiu Despachado
Como parece à Mesa, e além das penas acrescento a de morte aos Transgressores, e para com mais vontade o suplicante se aplicar ao novo Instrumento, obrando os efeitos que relata, lhe faço mercê da primeira Dignidade, que vagar nas minhas colegiadas de Barcelos, ou Santarém, e de Lente de Prima de Mathematica da minha Universidade de Coimbra com 600 mil réis de renda, que crio de novo em vida do suplicante somente.
Lisboa, 7 de Abril de 1709
(com a rubrica de Sua Majestade)

## Explicação da Máquina (de "Pinheiro")
O documento que traz "Pinheiro" (Frei Lucas de S. Joaquim, Religioso de São Paulo e Lente jubilado de Teologia) relata que a Passarola era um balão a gás (zepelim), suspeitando que esse gás estaria nos globos ou nas velas, e que uma boa parte do aparato com magnetismo seria para iludir os observadores.
- A. Mostra o modo velame para cortar os ares.
- B. Mostra o leme para se poder governar
- C. Mostra o corpo da barca levando em cada concha um fole e cano para lhe suprir a falta de ventos.
- D. Mostra as Asas, que como pás servem para não voltar de todo à banda.
- E. Mostra as Esferas feitas de metal, levando na base uma pedra de cevar e dentro dizia o Autor que ia o segredo. O corpo da barca era de madeira forrado de chapas de ferro forrado de esteiras de palha de centeio e tabuado capaz de conduzir até 11 Pessoas.
- F. Mostra uma coberta feita de Arames com alambres enfiados fingindo que com o calor do Sol atrairão a si as esteiras com a barca.
- G. Mostra a agulha de marear
- H. Mostra o Piloto com o Astrolábio
- I. Mostram as roldanas para se governar a escota.

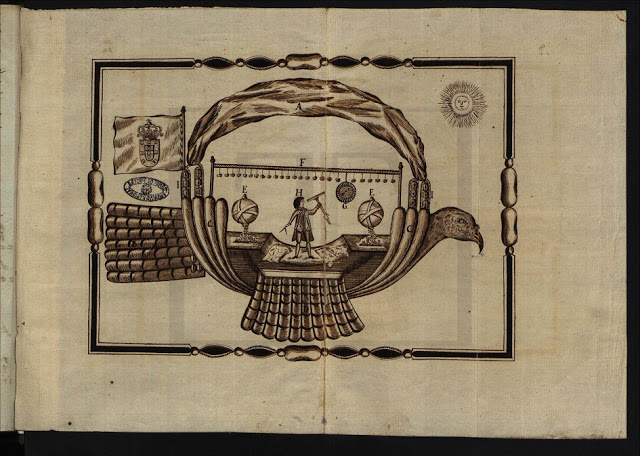
Passarola de Bartolomeu de Gusmão.

### Nota de "Pinheiro"

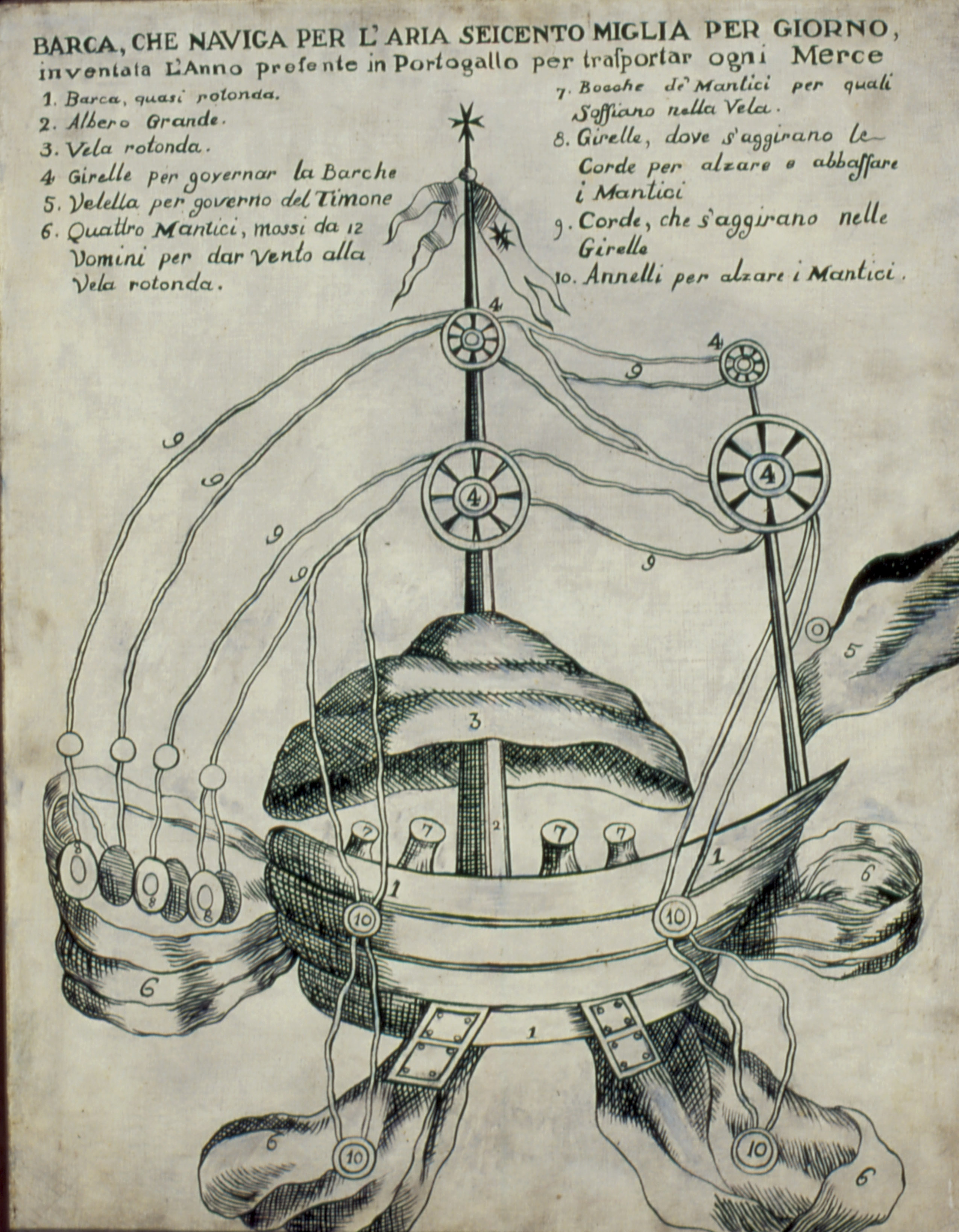
Esquema da passarola, segundo o pintor Henrique Manzo.

Suposto como certo, e infalível, que o Autor achando o segredo do gás o havia de encobrir até estar certo da felicidade de suas operações, e de alcançar os prémios que pretendia, devemos confessar que justo o encobrisse fingindo que o ascenso da Máquina procedia de outros princípios atractivos com que o vulgo se enganasse. Enfim, não obstante que diga que dentro dos globos ia a Magnete, cujo virtude faria subir a Máquina, ou barca, contudo a sua elevação não podia proceder da virtude atractiva, mas sim da expansão, e força do gás, a que o Autor chama segredo que ia dentro dos globos - ou talvez no velame. O certo é que o Autor era curiosíssimo na composição de fogo do ar e que esta Máquina foi experimentada, e lançada da Praça de Armas do Castelo, e que veio cair no Torreão da parte Ocidental da Praça, que então era Terreiro do Paço, e o Torreão Casa da India, e hoje é Praça do Comércio, e o Torreão está por concluir, e disto havia muitas testemunhas que alcançaram os meus dias. O fim desastrado do Autor foi causa de Portugal não ter a glória desta descoberta.
A descoberta de balões com gás é depois atribuída a Rozier. Após milénios agarrado ao chão, no dia 15 de Outubro de 1783, o Homem erguia-se no ar de duas formas distintas. Primeiro, Etienne de Montgolfier com um balão de ar quente, e depois Rozier com um balão misto de gás e ar quente. No mesmo dia, no mesmo local, organizado por Revéillon.